# Parapenaeus australiensis
Parapenaeus australiensis är en kräftdjursart som beskrevs av Dall 1957. Parapenaeus australiensis ingår i släktet Parapenaeus och familjen Penaeidae. Inga underarter finns listade i Catalogue of Life.